# Golfo de Penas

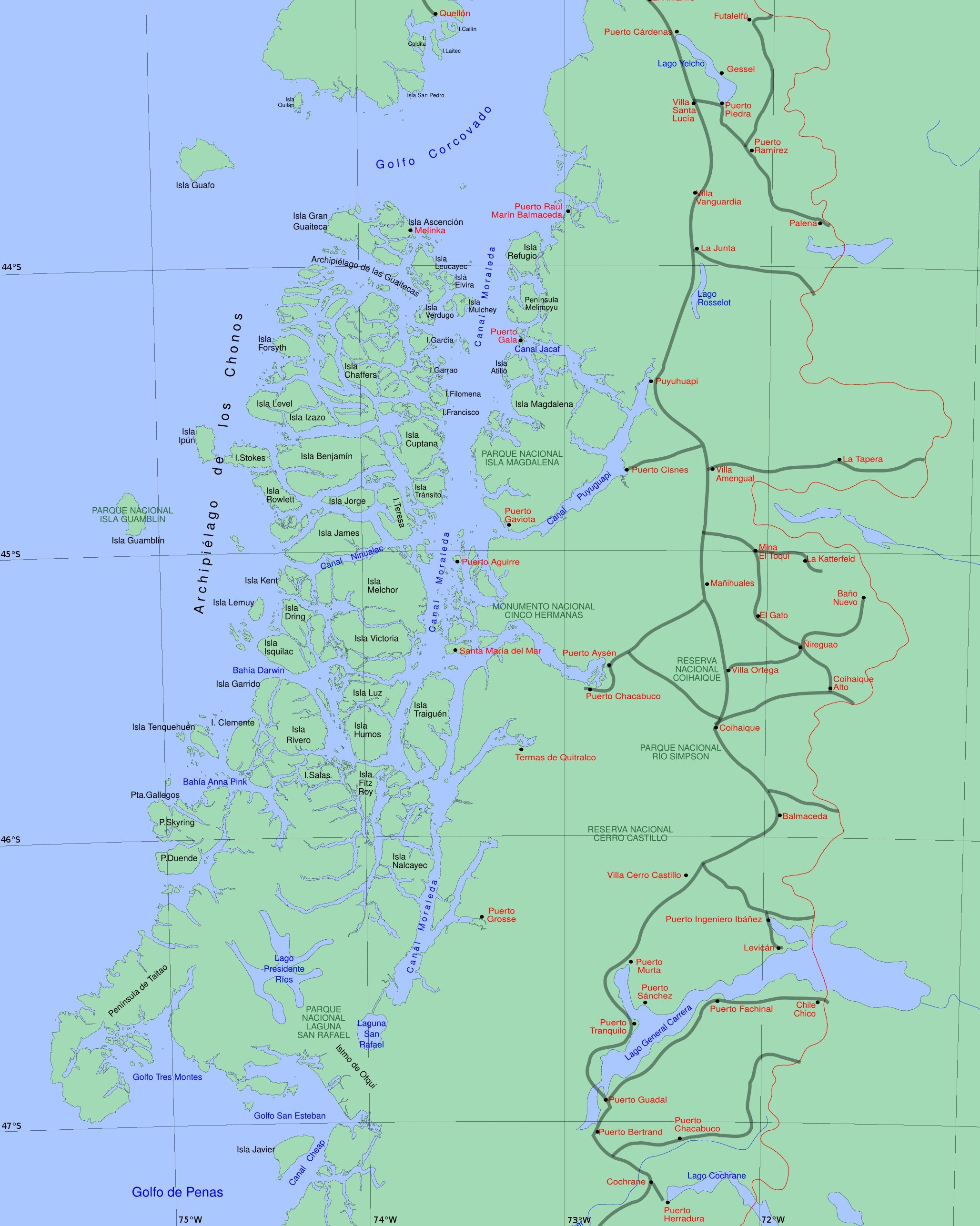
Golfo de Penas na dole mapy

Golfo de Penas (dosłownie Zatoka Strapień) – obszerny głębokowodny akwen (110 × 90 km) znajdujący się na południe od półwyspu Taitao w południowo-zachodnim Chile. 
Zatoka jest otwarta, a tym samym podatna na zachodnie wiatry i częste sztormy występujące na tym obszarze Oceanu Spokojnego, ale można się z niej dostać do kilku mniejszych, osłoniętych zatok, które są dogodnymi kotwicowiskami. Są to zatoki Golfo Tres Montes, Golfo San Estebán i Bahía Tarn; ta ostatnia mieści się w wejściu do Kanału Messiera, prowadzącego do zachodniego krańca Cieśniny Magellana.
Panuje tu klimat umiarkowany morski, odmiana chłodna.